# فرودگاه دیویس (میشیگان)
فرودگاه دیویس (میشیگان) (به انگلیسی: Davis Airport (Michigan)) یک فرودگاه همگانی با کد یاتا 2D8 است که یک باند فرود چمن دارد و طول باند آن ۷۷۷ متر است. این فرودگاه در کشور ایالات متحده آمریکا قرار دارد و در ارتفاع ۲۵۸ متری از سطح دریا واقع شده‌است.